# Euthypoda brevipennis
Euthypoda brevipennis är en insektsart som först beskrevs av Ludwig Redtenbacher 1892.  Euthypoda brevipennis ingår i släktet Euthypoda och familjen vårtbitare. Inga underarter finns listade i Catalogue of Life.